# Королева Келли
«Королева Келли» (англ. Queen Kelly) — американский художественный фильм Эриха фон Штрогейма, созданный в 1929 году на киностудии «Gloria Swanson Pictures».

## История создания
Сценарий Эрих фон Штрогейм написал в начале 1928 года на основе собственной истории под названием «Болото» (The Swamp).
Фильм создавался на киностудии, основанной в 1926 году Глорией Свенсон и её другом Джозефом П. Кеннеди. В процессе съёмок, как это нередко случалось со Штрогеймом, фильм разрастался, работа над ним затягивалась. Наступала эра звукового кино, и продюсеры опасались, что к моменту завершения съёмок немой фильм уже не сможет привлечь публику. В январе 1929 года Штрогейм был отстранён от работы, и «Королеву Келли» доснимали другие режиссёры (в том числе Сэм Вуд и Эдмунд Гулдинг), при этом сценарий был существенно изменён. Исследователи полагают, что для отстранения Штрогейма у Глории Свенсон и её компаньона были и какие-то иные причины (например, перерасход бюджета, составлявшего 800 тысяч долларов), поскольку фильм, который так торопились закончить, был завершён лишь в начале 1932 года, когда он тем более не мог иметь успеха. В конце того же года «Королева Келли» попала в ограниченный европейский прокат; в США фильм не демонстрировался.
В 1985 году американский дистрибьютор Дональд Крим, используя отснятый Штрогеймом материал, восстановил авторскую версию «Королевы Келли»; за свою работу он был удостоен премии кинокритиков на IX Международном фестивале в Сан-Пауло. В сентябре 1985 года эта версия демонстрировалась в Нью-Йорке, а затем была издана на видеокассетах. Таким образом, в настоящее время существуют две версии фильма: версия Свенсон, выпущенная в 1932 году и длящаяся 75 минут, и авторская версия, незавершённая, протяжённостью в 101 минуту.
В созданном ещё в 1950 году фильме Билли Уайлдера «Бульвар Сансет», где Глория Свенсон играет забытую «звезду» немого кино, а Эрих фон Штрогейм — её бывшего мужа, некогда знаменитого кинорежиссёра, стареющая актриса, вспоминая лучшие годы, смотрит в своём домашнем кинотеатре старый фильм со своим участием, — Билли Уайлдер в этом эпизоде не без умысла использовал фрагмент из «Королевы Келли».

## Сюжет
У королевы Регины, самовластно правящей вымышленным государством Кронберг, есть суженый, добродушный, но беспутный принц Вольфрам, который безвольно подчиняется королеве, но не может её полюбить.
Красавец-аристократ является предметом тайных воздыханий многих девушек, в том числе юной воспитанницы монастыря, Китти Келли. Своим неординарным поведением девушка возбуждает в нём интерес; узнав от королевы, что их свадьба состоится завтра, и желая напоследок насладиться холостяцкой жизнью, принц ночью проникает с друзьями в монастырь и похищает девушку.
Наивной и непосредственной Келли, в отличие от Регины, удаётся вызвать у принца ответное чувство; застав их вдвоём, ревнивая королева заключает Вольфрама под домашний арест и плетью изгоняет Келли (в ночной сорочке, поскольку принц похитил её спящей, прямо из постели), — не в силах вынести унижение, девушка бросается в море; но её спасают и возвращают в монастырь.
Келли отправляется в немецкую Восточную Африку к умирающей тётке, единственной своей родственнице. Тётушка оказывается хозяйкой местного борделя и заставляет племянницу выйти замуж за отвратительного Яна (прекрасный актёр Тулли Маршалл сделал в этой роли всё, чтобы вызывать содрогание), богатого покровителя борделя и, как выясняется, благодетеля Келли: именно он, а не тётка оплачивал пребывание девушки в монастыре. Оставив племяннице в наследство свой бордель, тотчас после свадьбы тётка умирает; Китти же в первую брачную ночь пытается покончить с собой, но это ей не удаётся.
- Отснятый Штрогеймом материал на этом обрывается.

### Версия Свенсон
Глория Свенсон опустила весь уже отснятый Штрогеймом «африканский» материал; Китти в её версии погибала сразу после похищения Вольфрамом и изгнания Региной, — в финале фильма Вольфрам приходил на её могилу и кончал жизнь самоубийством. «Королева Келли», таким образом, превращалась в банальную love story, имевшую мало общего как с «Болотом» Штрогейма, так и вообще с его фильмами, в которых, начиная уже с «Глупых жён», в тех или иных вариациях неизменно присутствовало, нередко гротескное, сплетение возвышенного и низменного, прекрасного и ужасного. Увидев эту версию, Штрогейм пригрозил Глории Свенсон судом за незаконное использование его имени, и фильм был снят с проката.

### Авторская версия
По замыслу Штрогейма, после смерти тётки Китти, не желая жить со своим омерзительным супругом, становилась хозяйкой борделя; за восемь месяцев захудалое заведение под её руководством превращалолось в бордель высшей категории, а «Королевой Келли» её величали за экстравагнтное поведение, делавшее Кити своего рода пародией на королеву Регину. При этом Штрогейм намеревался изобразить жизнь борделя с той обстоятельностью, которую не могла пропустить американская цензура 20—30-х годов.
В этом борделе и находил Китти Вольфрам, прибывший в Африку на военном крейсере. Словно очнувшись от сна, осознав, кем она стала, Китти всеми средствами избегала встречи с принцем; полагая, что изменить и исправить уже ничего нельзя, предпочитала флиртовать с матросами, в конце концов принимала яд. Но, в традициях американского кинематографа того времени, Бог, вняв молитвам принца, посылал спасение Китти и смерть Регине. «Majesty — me foot! Just plain Queen Kelly» — этой фразой Китти (по возвращении с принцем в Европу) заканчивалась история Штрогейма.
Версия 1985 года с помощью фотографий и титров частично восстанавливает то, что не успел снять Штрогейм, однако фактически ограничивается сценой свадьбы у постели умирающей тетки и парой фото Келли в "суровом" гриме хозяйки борделя.

## В ролях
- Глория Свенсон — Партиция (Китти) Келли
- Уолтер Байрон — принц Вольфрам
- Сина Оуэн — королева Регина
- Сильвия Эштон — тётка Китти
- Талли Маршалл  — Ян Фрейхейд, старый плантатор (нет в титрах)

## Съёмочная группа
- Эрих фон Штрогейм — режиссёр и автор сценария
- Поль Ивано — оператор
- Гордон Поллок — оператор
- Адольф Тандлер — композитор

Продюсеры: Глория Свенсон Джозеф П. Кеннеди